# Bob Franceschini
Bob Franceschini (* 15. Dezember 1961 in New York City) ist ein US-amerikanischer Jazz-Saxophonist, Komponist und Arrangeur.

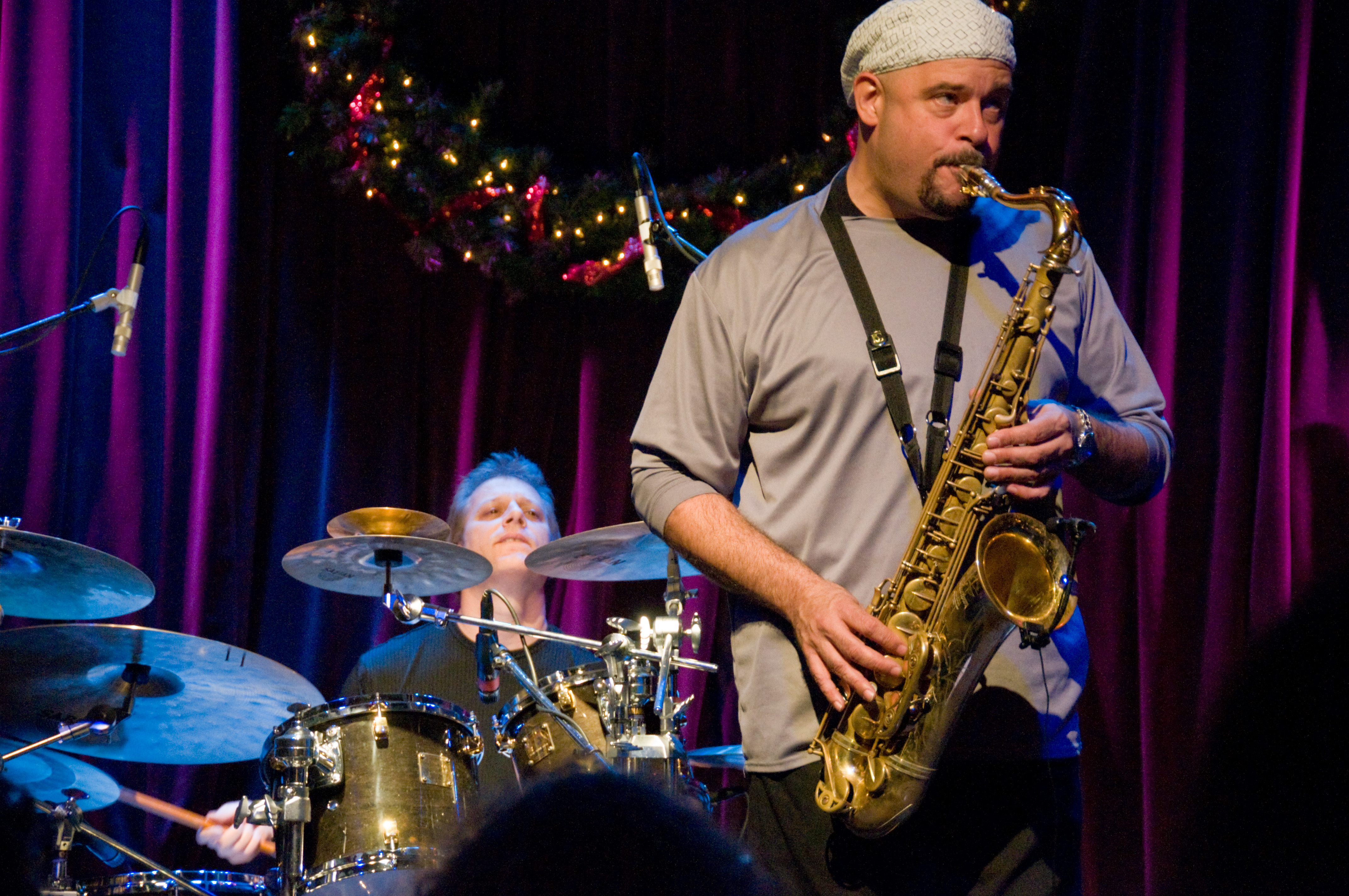
Bob Franceschini mit Dave Weckl

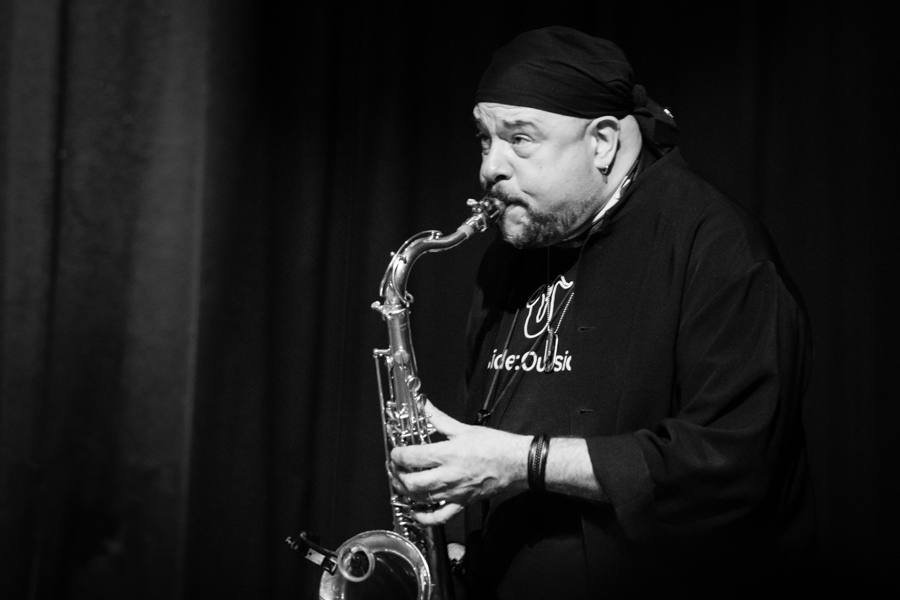
Bob Franceschini (2018)
Bild: Tore Sætre

Er ist Multiinstrumentalist, sein Hauptinstrument ist aber das Tenorsaxophon. Er spielt aber alle Arten von Saxophonen, Flöten unterschiedlicher Art, Klarinette und Keyboard.
Franceschini spielte schon in früher Jugend Klavier und Saxophon und war auch schon als Jugendlicher in Bands aktiv. Gleich nach der High School spielte er zwei Jahre im Club Breezin Lounge von George Benson in Harlem, in der Hausband mit Marcus Miller, Omar Hakim und Gitarrist Bobby Broom. Die Hausband bildete auch den Kern der Tour- und Aufnahmeband des Funk-Jazzers Tom Browne. Er spielte mit Eddie Palmieri und tourte mit der Band von Mike Lawrence. Er spielte auch mit Michael Brecker, Bob Berg und Lenny Pickett und nahm Unterricht bei  Steve Grossman, Eddie Daniels und Joe Henderson.
Er tourte 1982 zwei Jahre weltweit mit Chaka Khan. 1986 bis 1991 tourte er mit Willie Colón, mit dem er auch viel aufnahm (Franceschini war hier auch Ko-Produzent von Alben und Arrangeur). Er wurde musikalischer Direktor von dessen Band und war auch ab 1994  in dessen Salsa-Band Seis de -Solar (ursprünglich die Backup-Band von Rubén Blades). Mit ihr nahm er Alternate Routes auf und tourte weltweit. Sie wurden auch von Paul Simon in dessen Broadway Show Capeman engagiert (Album Songs from the Capeman).  Außerdem arrangierte er für andere Latin-Jazz-Musiker wie Mario Bauzás Band.
Ab Ende der 1990er-Jahre war er im Quartett von Mike Stern. Er spielte auf den Grammy-nominierten Alben Voices (Atlantic Records 2001), These Times und Who Let The Cats Out sowie Big Neighborhood von Mike Stern und vielen anderen seiner Alben und tourt mit ihm regelmäßig (wie auch Dave Weckl, Tom Kennedy, Victor Wooten). Aufgrund seines Hintergrunds im Latin Jazz gründete er in den 2000er Jahren mit Wynton Marsalis und Arturo O’Farrill das Afro-Latin Jazz Orchestra im Jazz at Lincoln Center. Für das Orchester schrieb er The Soul and Culture Suite (An Afro Latino Ballet), das 2005 Premiere hatte und auch als CD erschien.
Franceschini nahm häufig als Sideman auf. Neben den bereits erwähnten Musikern nahm er unter anderem mit Céline Dion, Tito Puente, Lionel Richie, Ricky Martin, Victor Wooten, der Bigband von Chico O’Farrill, Ralph Irizarrys Band Timbalaye (für den er auch komponierte und arrangierte), Bebo Valdez und Anthony Cox (A factor of faces 1992 mit Ralph Peterson, Michel Caine). Er spielte auch im Background von Sex and the City des Komponisten Doug Cuomo. Im Fernsehen und bei verschiedenen Konzerten spielte er Flöte mit Jennifer Lopez.
Er spielt mit der Band Metro (mit Chuck Loeb, Mitch Foreman, Dave Weckl, Gerald Veasley, Randy Brecker) und in der letzten Formation der  Yellowjackets als Ersatz für Bob Mintzer.